# Alusiano da Bulgária
Alusiano (em búlgaro:  Алусиан, em grego: Ἀλουσιάνος) foi um nobre búlgaro e bizantino que reinou como imperador da Bulgária por um breve período em 1041.

## História

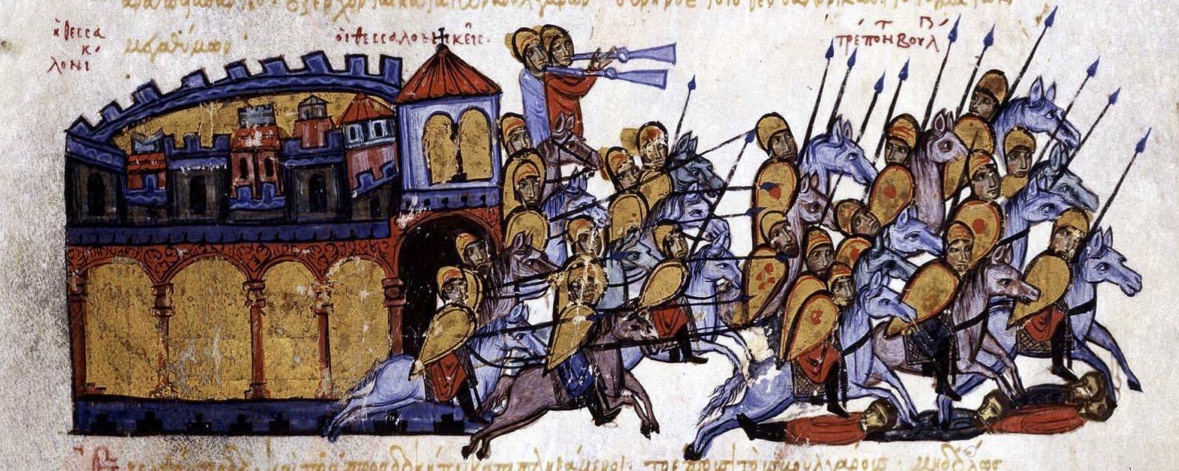
Depois de seu fracassado ataque à Tessalônica, o exército búlgaro, comandando por Alusiano, bate em retirada.
Iluminura no Escilitzes de Madrid.

Alusiano era o segundo filho do imperador João Vladislau (r. 1015–1018) com sua esposa Maria. Juntamente com o irmão mais velhos, Presiano II, ele tentou resistir à anexação da Bulgária pelo Império Bizantino em 1018, mas, no mesmo ano, teve que se render ao imperador Basílio II (r. 976–1025).
No Império Bizantino, Alusiano se juntou à aristocracia cortesã e foi nomeado estratego (comandante civil e militar) do Tema de Teodosiópolis. Alusiano aumentou sua fortuna ao se casar com uma rica herdeira da nobreza armênia, mas, no final da década de 1030, ele caiu em desgraça com o imperador Miguel IV, o Paflagônio (r. 1034–1041) e seu irmão, o poderoso paracemomeno João, o Orfanotrofo. Alusiano perdeu parte de suas propriedades e tomou uma pesada multa nesta época.
Ao saber da vitoriosa revolta de seu primo de segundo-grau, Pedro Deliano, contra o imperador em 1040, Alusiano fugiu da corte e se juntou às forças de Pedro. Ele bem recebido por Pedro, que deu-lhe um exército para atacar Tessalônica. O cerco, porém, foi liberado pelos bizantinos e o exército búlgaro foi derrotado. Alusiano mal conseguiu escapara e retornou para Ostrovo.
Numa noite em 1041, durante o jantar, Alusiano se aproveitou que Pedro estava bêbado, cortou-lhe o nariz e cegou-o com uma faca de cozinha. Como Alusiano era da linhagem do imperador Samuel (r. 997–1014), ele foi rapidamente proclamado imperador no lugar de Pedro pelas tropas, mas já pensava em desertar para os bizantinos. Conforme as tropas dos dois estados se preparavam para o combate, Alusiano finalmente desertou, entregando o cego Pedro Deliano ao imperador. Como recompensa, ele recebeu de volta suas terras e recebeu o título de magistro O mesmo título já havia sido concedido a outros imperadores búlgaros depostos, como Bóris II, em 971, e Presiano II em 1018.
Não se conhece o destino de Alusiano depois disso, mas seus descendentes, os Alusianos (Alousianoi), continuaram a prosperar na aristocracia bizantinas até o século XIV.

## Família
De seu casamento com uma nobre armênia do tema de Carsiano, Alusiano teve vários filhos, incluindo:
- Basílio, um general, governador de Edessa.
- Samuel, um oficial bizantino do Tema Armeníaco.
- Filha de nome desconhecido, que se casou com o futuro imperador bizantino Romano IV Diógenes (r. 1068–1071).

| Alusiano da Bulgária Cometópulos?Nascimento: ? Morte: 1108   |                            |                                                                                  |
| VagoConquista bizantinaÚltimo detentor do título:Presiano II | Imperador da Bulgária 1041 | VagoConquista bizantinaPróximo detentor do título:Pedro III (Constantino Bodino) |